# アラフォー男の異世界通販生活
『アラフォー男の異世界通販生活』（アラフォーおとこのいせかいつうはんせいかつ）は、朝倉一二三による日本のライトノベル。略称は「アラフォー通販」。2017年9月から2021年6月まで小説家になろうに投稿され、書籍版がツギクルブックス（SBクリエイティブ）より2018年5月から刊行された。イラスト担当はやまかわ。
メディアミックスとして、『月刊Gファンタジー』（スクウェア・エニックス）2019年4月号から2024年6月号まで、うみハルによるコミカライズが連載されていた。2024年8月時点で累計発行部数が130万部を突破している。2025年1月から4月まで『アラフォー男の異世界通販』のタイトルでテレビアニメが放送された。

## あらすじ

### 1巻
突然、異世界の森に転移してしまったアラフォーの独身男ケンイチは、現代日本のネット通販サイトが使えることに気がつく。獣が居る森から脱出して近くの街ダリアに入ったケンイチは、露店で洗濯ばさみやアクセサリーなどの雑貨を売りながら生計を立て、その生活の中で交流を増やしていく。スローライフを目指し、資金に余裕ができたところで通販で買ったユンボやチェーンソーなどを使って、町から離れた森の中にログハウスを建てる。怪我をした森猫のベルを助けたことから懐かれる。
ある日取引相手である商人、マロウのキャラバンが野盗団に襲われ、娘のプリムラがさらわれたことを聞く。ケンイチは通販でコンパウンドボウやポリカーボネート製のシールド、中古トラックなどを出して討伐隊を募り、ユンボも使って野盗団のアジトを急襲・殲滅し、プリムラを初めとする捕らわれていた約20名の女性を救出する。女性たちの中に居た孤児アネモネは行く当てがなくケンイチと共に暮らすことになる。野盗団退治で目立ちすぎ、ダリアの貴族に目を付けられることを恐れたケンイチは、ログハウスをアイテムボックスに収容し通販でオフロードバイクを買って、アネモネとともにダリアの街を抜け出す。

### 2巻 - 3巻
ダリアから約100km離れたアストランティアの街の近くにある湖畔に新居を定め、アネモネ、ベル、匂いを辿って追ってきたミャレー、押しかけて来たプリムラとともに暮らし始める。薬草を採取しに行った森でエルフと交流を持ったり、崖に埋まっている宝石を掘り出したり、崖の上にある広い台地を探索したり、近くの洞窟に住み着いていたクモの魔獣を退治したりと、異世界スローライフを満喫する。
そんなある日、ケンイチの能力を知った領主夫人に用水路工事を依頼される。パワーショベルを使って工期までに工事を終えたが、その事でケンイチの存在をかぎつけた王家から謁見命令が来て、王都に行くこととなる。王城で謁見待ちの間王女リリスの相手をし、城地下の大ねずみや城内の幽霊退治をする。国王との謁見の際、リリスの誕生日祝いを求められて、この世界では異例の大きさの真珠のネックレスを贈り、同様のものを王妃アマランサスにも贈る。その返礼として、ケンイチは準男爵位と湖畔の領地を得る。帰るときになって何故か、リリスとアマランサスも付いてくることになる。
ウェブ版小説ではこの後も話が続くが、書籍版小説ではここで完結しており、漫画・アニメも書籍版に準じている。

## 登場キャラクター
声の項はテレビアニメ版の声優。

### 主要キャラクター
ケンイチ ハマダ
声 - 諏訪部順一
本作の主人公。突然異世界の森に転移してしまった38歳の独身男性。日本では都会でのサラリーマン生活に疲れ、ネット環境が整った北海道の田舎に引っ越してイラストレーターをしていた。転移の際に、食料品から車・重機まで扱う大手通販サイト「シャングリ・ラ」、大容量で時間経過無しの「アイテムボックス」、アイテムボックス内の不要なものを消去できる「ごみ箱」の、3つの能力を得る。異世界転移後はゆったり過ごすスローライフを目指しているが、状況がそれを許さない。
アネモネ
声 - 久野美咲
野盗団に捕らわれていた孤児、12歳。見ず知らずの男に売られていたため救出された後は行く当てがなく、ケンイチと共に暮らす。のちに魔導師の適性があることが分かり、ケンイチとともに冒険の旅に出ることが目標となる。
プリムラ
声 - 本渡楓
ダリアの商人マロウの娘で根っからの商売人。ケンイチが売っていた洗濯ばさみやアクセサリーに興味を持つ。ケンイチのログハウスに泊まり込みに行くなど思わせぶりな態度を取っていたが相手にされなかった。野盗団にさらわれケンイチに助けられたあとに、ケンイチが何も言わずにダリアを去ったことにショックを受ける。ケンイチの行方を突き止め、押しかけ女房的な位置に着く。用水路建設のあとに、非効率だったアストランティア領の財政改革を任される。
ミャレー
声 - 富田美憂
猫獣人の女性、黒毛でかすかに縞模様。ダリアでニャルメロたちとともに冒険者をやっていた弓使い。ケンイチの作る料理に魅せられ、また神獣である森猫に会うために、しばしばログハウスを訪れていた。野盗団討伐に参加、ケンイチがダリアを去ったあとバイクのオイルの匂いをたどって湖畔の新居を突き止め同居する。
ニャメナ
声 - 小林ゆう
猫獣人の女性、毛色は虎柄。アストランティアで露店を営むプリムラの護衛として雇われる。ケンイチの出す料理と酒に魅かれ一緒に暮らすようになる。
ベル
声 - 久保ユリカ
猫獣人たちから神の使いと崇められている森猫のメス。森の中でケガをしている所をケンイチに助けられて懐く。ダリアから移動する際も同行する。

### ダリア領
マロウ
声 - 上田燿司
ダリアの有力商人、プリムラの父親。使用人がケンイチから洗濯ばさみやアクセサリーを買ったことをきっかけにケンイチに興味を持ち、アクセサリーなどを貴族に販売する卸し役となる。ドライジーネの原理を教えてもらって自作販売に成功し、その功績で「ドライジーネ」の家名を名乗るようになる。
アナマ/アマナ（ウェブ版）
声 - きそひろこ
ケンイチの店の隣で露店を営む初老の女性。野盗団討伐の際は支援役として参加。過去に子供を亡くしているため子供好き。アネモネを引き取ろうと申し出たが ケンイチと一緒にいたいと断られる。
ニャケロ、ニャルメロ、ニャンジー
声 - 村井雄治（ニャケロ）、鷲見昂大（ニャルメロ）、深町寿成（ニャンジー）
ミャレーと冒険者パーティーを組んでいる猫獣人の男性。ケンイチにカレー料理を振舞ってもらい親しくなる。野盗団討伐にも参加。大酒飲みで金使いが荒いなど私生活がだらしなく、ミャレーに愛想をつかされた。
ノースポール
声 - 福山潤
ダリアの騎士爵。剣マニアでありケンイチの露店で地球製の剣鉈を買い、森の中にあるケンイチの家を調査に来た際には口止め料としてナイフ用鋼材を受け取り剣を打った。野盗団討伐にも参加し、その功績で男爵に陞爵し小領地を与えられた。
爺さん
声 - 相馬康一
道具屋の店主で魔導師。野盗団討伐に参加し、そこから救った女性の一人と結婚する。
アザレア
声 - 久保ユリカ
宿屋の女性従業員。ケンイチにこの世界の文字を教える。お菓子や肖像画を描いてもらったお礼にケンイチと一夜を過ごす。
シャガ
声 - 三瓶雄樹
高額な賞金首である野盗団の親玉。ケンイチたちによって討伐される。
フヨウ
声 - 福原かつみ
商人。ケンイチが異世界で初めて会話した人間。
マーガレット
声 - 青木志貴
プリムラのメイド。ケンイチの露店で木製せんたくばさみを買う。後日プリムラを連れてケンイチの露店を訪れる。

### アストランティア領
カナン
声 - 日笠陽子
領主であるユーパトリウム子爵夫人。子爵不在時の領主代行をしており、工期が迫っていた用水路工事をケンイチに依頼する。夫婦仲は冷えており、事あるごとにケンイチに体の関係を迫る。ケンイチが叙爵後ユーパトリウム子爵と離縁し押し掛ける。
ユーパトリウム子爵
声 - 堀総士郎
アストランティアの領主。用水路工事の際は不在だった。善人ではあるが治政能力は低く、小説の執筆が趣味。カナンとの関係は冷えており、ケンイチにカナンを押し付けてふくよかな新夫人をめとる。
スノーフレーク
声 - 東城未来
道具店の女店主で魔導師。若い頃は美人で貴族と浮き名を流し子供もできたが、手切れ金を渡され縁を切られた過去がある。
クロトン
声 - 松田修平
湖畔の漁村サンタンカに住む元役人の男性。娘マリーが熱病を患った際にはケンイチが薬草を採取し助けられる。役人時代に逆恨みされたチンピラから逃れるために、ケンイチの紹介でノースポール男爵領に移住する。
アイリス
声 - 和久井優
プリムラがアストランティアで雇った女性、役人の娘。やがてアストランティアでの商売全体を任されるようになる。
ソガラム
声 - 田所陽向
アストランティアの悪徳商人。プリムラが店を出した際は妨害をし、領政改革の際は抵抗したので、パワーショベルを使ったケンイチたちによって追放された。
ニャニャス
声 - 小林親弘
サンタンカ村の猫獣人の男性。クロトンの護衛。クロトンと共にノースポール男爵領に移住する。
マリー
声 - 長縄まりあ
クロトンとサイネリアの娘。アネモネの友達。風土病のチコリ熱に罹るがケンイチたちの活躍で熱が下がる。クロトンと共にノースポール男爵領に移住する。
サイネリア
声 - 前田玲奈
クロトンの妻。クロトンと共にノースポール男爵領に移住する。
ポリジ
声 - 中村和正
用水路建設の商人代表。白ベレー。
レンリ
声 - 斎藤寛仁
用水路建設の商人代表。高額でユーパトリウム子爵に商品を卸している。
ラバンジュラ
声 - 藍原ことみ
用水路建設の商人代表。高額で食堂兼酒場を経営している。高額なため作業員は毎日通えないでいる。

### 王都
リリス
声 - 羊宮妃那
カダン王国のわがまま王女、15歳。謁見待ちをしているケンイチの相手をしている内に興味がわき、ケンイチと同行することになる。
アマランサス
声 - 小清水亜美
カダン王国王妃、リリスの義理の母、30代半ば。苛烈な性格で剣術の達人。国王との謁見後、ケンイチと行動を共にすることになる。
国王
声 - 蓮岳大
カダン王国国王。王妃アマランサスに委縮し尻に敷かれている。
メリッサ
声 - 花澤香菜
宮廷女魔導師。王の御前でケンイチとの魔法対決を命ぜられ、レッサードラゴンを召喚して戦うが敗れる。のちにスノーフレークの孫であることが判明する。ウェブ版小説、漫画番外編、アニメに登場、書籍版小説には登場しない。
アルストロメリア
声 - 八巻アンナ
王族。完成した用水路の式典に参加する。
マイレン
声 - 亜咲花
リリスのメイド。ケンイチの好みの女性。
サンバク
声 - 佐藤友啓
カダン王国の料理長。「シャングリ・ラ」の特製カレー缶を元に宮廷料理人たちがカレーを複製する。リリスから高級チョコレートも再現するように言われるが無理だった。

### その他
アキラ
声 - 中野泰佑
現代日本から隣国の少女帝国に転移したアラフォー男性。マヨネーズを作り出す能力がある。複式簿記や手押しポンプを広め、ドラゴンを倒した。ウェブ版小説と漫画番外編に登場。書籍小説とアニメでは、噂が伝わる描写のみがある。
ツンベルギア子爵
声 - 上別府仁資
アキメネスの領主。アストランティアの領地を狙っている。

## 既刊一覧

### 小説
| 巻数 | 発売日         | ISBN                   |
| ---- | -------------- | ---------------------- |
| 1    | 2018年5月10日  | ISBN 978-4-7973-9648-5 |
| 2    | 2018年11月10日 | ISBN 978-4-7973-9955-4 |
| 3    | 2019年4月10日  | ISBN 978-4-8156-0230-7 |

### 漫画
| 巻数 | 発売日         | ISBN              |
| ---- | -------------- | ----------------- |
| 1    | 2019年10月26日 | 978-4-7575-6364-3 |
| 2    | 2020年4月27日  | 978-4-7575-6631-6 |
| 3    | 2020年11月27日 | 978-4-7575-6966-9 |
| 4    | 2021年7月27日  | 978-4-7575-7390-1 |
| 5    | 2022年8月26日  | 978-4-7575-8098-5 |
| 6    | 2023年4月27日  | 978-4-7575-8540-9 |
| 7    | 2024年2月27日  | 978-4-7575-9067-0 |
| 8    | 2024年12月27日 | 978-4-7575-9590-3 |

## テレビアニメ
2024年8月にテレビアニメ化が発表され、2025年1月より4月までAT-Xほかにて『アラフォー男の異世界通販』のタイトルで放送された。

### スタッフ
- 原作 - 朝倉一二三、うみハル[8]
- キャラクター原案 - やまかわ[8]
- 監督・モンスターデザイン・アクションアニメーター - 夕澄慶英！[8]
- シリーズ構成・脚本 - 赤星政尚[8]
- キャラクターデザイン - 森口弘之[8]
- サブキャラクターデザイン - 舘崎大
- 総作画監督 - 森口弘之、舘崎大
- プロップデザイン - 中島瑛介、筆侠
- 色彩設計・3DCGディレクター・撮影監督 - 丹羽拓也
- 美術監督 - 三宅昌和
- 美術設定 - 株式会社クリープ（第1-3話）、山本練正（第4-13話）、西原旬哉（第4、6話）、小佐野詢（第5-11話）、金田侑季（第6、9話）、金谷舞（第6、11、12話）、金子偉亮（第6-8、10、12話）、上木佳菜（第7、12話）、郭凱麟（第10、11 話）、位田恭伍（第11話）、山中隆（第13回）
- 2Dデザイン - 常盤勇太
- 撮影監督 - 岡田由紀（第2、3、5-7話）
- 編集 - 増永純一
- 音響監督 - 田中亮
- 音響効果 - 北方将実
- 音楽 - 夢見クジラ[8]
- 音楽制作 - AniTone[8]
- 音楽プロデューサー - 小柳路子
- プロデューサー - 山本修平、飯塚彩、落合剛、高橋克典、井上秀也、柴山智歩
- アニメーションプロデューサー - 坪井龍之介
- アニメーション制作 - イーストフィッシュスタジオ[8]
- 製作 - アラフォー通販製作委員会

### 主題歌
「GIVE＆TAKE」
亜咲花によるオープニングテーマ。作詞は亜咲花、作曲は志倉千代丸、編曲はeba。
「あいくらふと」
キミのねによるエンディングテーマ。作詞はつむぎしゃち、作曲・編曲は久下真音。

### 各話リスト
| 話数   | サブタイトル                    | 絵コンテ                                    | 演出                | 作画監督 | 初放送日      |
| ------ | ------------------------------- | ------------------------------------------- | ------------------- | --- | ------------- |
| 第1話  | 見知らぬ森林                    | 夕澄慶英！                                  | 夕澄慶英！ 青山未里 | 内野明雄 大野勉 荆丹燚 黃聖元 洪靑龍 金海淑 金承旭 寧波麦冬動画 世欣东方文化传媒 Alliance ワン・オーダー         | 2025年 1月9日 |
| 第2話  | カレーは正義！                  | 中村啓司 夕澄慶英！                         | 粟井重紀            | 南伸一郎 桜井木ノ実 陳亮 李良鵬 千影 廖雪宇 魏旭龍 仲金 ギモン 李芸真 ヴィ ヴァン ザー ファイ                    | 1月16日       |
| 第3話  | 大森林の小さな家                | 中村啓司 夕澄慶英！                         | -                   | 大谷学 小平和明 内田洋平                                                                                         | 1月23日       |
| 第4話  | 冒険者たち-ケンイチと8人の仲間- | 中村啓司 夕澄慶英！                         | 西村大樹            | 新城真 Revival Grain 瑞木晶 約拿单 孫仁義 君航動画 金惠敏 阿部咲夜 01 ゼロワン 寧波麦冬映画 江影 中島瑛介 曾王胜 | 1月30日       |
| 第5話  | 古城の月                        | 割田圭介                                    | 小野陽子            | 今里佳子 | 2月6日        |
| 第6話  | 本好きの…                       | 中村啓司 夕澄慶英！                         | 粟井重紀            | 龍光 瑞木晶 廖家楽人 明光 約拿单 孫仁義                                                                          | 2月13日       |
| 第7話  | 這い寄れ！                      | 大宙征基                                    | 西村大樹            | 楊國福 潘家成 淩雪春 章璜 无锡市樱花卡通有限公司 君航動画 Atelier Gokujou                                        | 2月20日       |
| 第8話  | オズオズとした魔法使い          | 原博                                        | 粟井重紀            | 南伸一郎 桜井木ノ実 飯飼一幸 李芸真 湯浅健二 星月動画 KIKISHIN ANIMATION ALPHA ANIMATION 増毛七村 阿部咲夜       | 2月27日       |
| 第9話  | クモですが…？                   | 大宙征基                                    | 粟井重紀            | 銭進一 劉定福 陳洁琼Qiong 劉軍 君航動画                                                                          | 3月6日        |
| 第10話 | 堀割物語                        | 中村啓司 夕澄慶英！                         | 前澤大樹            | はっとりますみ 𠮷田肇 勝田孝 アート・ベース・バン Revival ワン・オーダー 01 ゼロワン K-PRODUTION 寧波麦冬映画    | 3月13日       |
| 第11話 | ショック！                      | 中村啓司                                    | 毛応星              | 明光 瑞木晶 孫偉 龍光 約拿单 孫仁義 寧波麦冬映画                                                                 | 3月20日       |
| 第12話 | むちゃぶりやんちゃ姫            | 大原実                                      | ヒツチセイ          | 中島瑛介 外山陽介 廖家楽人 約拿单 慧敏 金惠敏 金承旭                                                             | 3月27日       |
| 第13話 | サ・クラへ…                     | 康本緑 はちみつはに しそのししょ 夕澄慶英！ | 劉陽                | 中島瑛介 江影 初心 郭婷 洪靑龍 世欣東方文化伝媒                                                                  | 4月3日        |

### 放送局
| 放送期間                | 放送時間                     | 放送局     | 対象地域   | 備考                                            |
| ----------------------- | ---------------------------- | ---------- | ---------- | ----------------------------------------------- |
| 2025年1月9日 - 4月3日   | 木曜 21:00 - 21:30           | AT-X       | 日本全域   | 製作参加 / CS放送 / 字幕放送 / リピート放送あり |
|                         | 木曜 22:30 - 23:00           | TOKYO MX   | 東京都     |                                                 |
| 2025年1月10日 - 4月4日  | 金曜 0:30 - 1:00（木曜深夜） | BS11       | 日本全域   | BS放送 / 『ANIME+』枠                           |
|                         | 金曜 2:55 - 3:25（木曜深夜） | 関西テレビ | 近畿広域圏 | 製作参加 / 初回は3:10 - 3:40に放送              |
| 2025年1月16日 - 4月10日 | 木曜 0:20 - 0:50（水曜深夜） | 三重テレビ | 三重県     |                                                 |

| 配信開始日    | 配信時間                | 配信サイト |
| ------------- | ----------------------- | --- |
| 2025年1月9日  | 木曜 22:00 更新         | dアニメストア Amazon Prime Video |
| 2025年1月14日 | 火曜 22:00 以降順次更新 | ABEMA U-NEXT アニメ放題 Netflix niconico （ ニコニコ生放送 、 ニコニコチャンネル ） DMM TV Lemino FOD バンダイチャンネル Hulu TELASA （見放題プラン） J:COM STREAM milplus 見放題パックプライム TVer カンテレドーガ ビデオマーケット music.jp HAPPY!動画 Rakuten TV |

### BD
| 巻 | 発売日        | 収録話         | 規格品番  |
| -- | ------------- | -------------- | --------- |
| 上 | 2025年4月25日 | 第1話 - 第6話  | KAXA-8961 |
| 下 | 2025年5月28日 | 第7話 - 第13話 | KAXA-8962 |